# FireHouse
I FireHouse sono un gruppo hair metal statunitense formato nel 1989 nella Carolina del Nord.
La band si segnala come una delle ultime della corrente hair metal ad aver ottenuto un successo rilevante. La loro fama è stata contrassegnata soprattutto da ballate, quali Love of a Lifetime, When I Look into Your Eyes e I Live My Life for You. I primi due album del gruppo hanno complessivamente venduto oltre 3 milioni di copie nei soli Stati Uniti. Negli anni successivi si sono invece costruiti enorme popolarità nei paesi asiatici.

## Storia del gruppo
I FireHouse si formarono dall'unione di due band: White Heat (in cui militavano il chitarrista Bill Leverty e il batterista Michael Foster) e Maxx Warrior (in cui militavano il cantante C.J. Snare e il bassista Perry Richardson). La band ottenne un contratto discografico con la Epic Records nel dicembre 1989. Entrò per cui in studio per registrare il suo primo album, che venne pubblicato con il titolo FireHouse nell'estate 1990. Il primo singolo Shake & Tumble ebbe un importante successo radiofonico caratterizzato da nuovi sound ovviamente richiamanti le sonorità hair metal del periodo, forte presenza della chitarra elettrica e complicati solfeggi vocali; tuttavia fallì l'accesso in classifica. Il gruppo pubblicò in seguito Don't Treat Me Bad, singolo dal ritornello più orecchiabile che ebbe impatto sul grande pubblico e portò i FireHouse per la prima volta nelle top 20 statunitensi. Il grande successo arrivò con Love of a Lifetime, una canzone d'amore caratterizzata da sonorità sicuramente dolci ma alternate da tratti distorti, la quale raggiunse il quinto posto della classifica Billboard Hot 100 e spinse l'album fino alla conquista del doppio disco di platino per le vendite negli Stati Uniti. Il debutto venne inoltre certificato disco d'oro in Canada, Giappone e Singapore.
Alla 19ª edizione degli American Music Award, i FireHouse soffiarono il primo posto a Nirvana e Alice in Chains nella sezione nuovi artisti heavy metal. In quel periodo la novità in campo musicale era rappresentata dal grunge, l'hair metal era già declinato ma nonostante ciò i FireHouse si aggiudicarono il premio.

I FireHouse ai Billboard Music Awards nel 1991

Il secondo album del gruppo, Hold Your Fire, venne pubblicato nel giugno 1992. All'interno del disco erano contenuti pezzi dai quali emergeva lo spirito realmente rock del gruppo, come i singoli Reach for the Sky e Sleeping with You. Un'altra ballata di successo, When I Look into Your Eyes, scalò le classifiche statunitensi fino a raggiungere l'ottavo posto della Billboard Hot 100.
Nel 1995 i FireHouse pubblicarono il loro terzo album, intitolato semplicemente 3. I gusti del mercato in quel periodo si stavano sensibilmente modificando, i gruppi più ascoltati suonavano musica grunge e alternative rock. Dall'album venne estratto il singolo I Live My Life for You, che entrò nella top 30 della Billboard Hot 100. I FireHouse divennero l'unica band nel loro genere capace di piazzare un brano di successo negli Stati Uniti nel tardo 1995, senza aver apportato modifiche drastiche al proprio sound.
Nel frattempo il gruppo cominciò a farsi conoscere anche al pubblico del Sud-est asiatico. Sembrava che i singoli precedenti l'avvento di quest'album fossero stati molto apprezzati in Asia e così i FireHouse decisero di intraprendere un tour per promuovere il loro ultimo disco. Il tour continuò anche negli stati Sud americani come Brasile e Argentina.
Nell'ottobre 1996 venne pubblicato Good Acoustics, un lavoro acustico contenente sia nuove versioni delle maggiori hits del gruppo sia alcuni pezzi inediti. L'album diventò presto disco d'oro in Malaysia, Thailandia e nelle isole Filippine. Il gruppo tornò in Asia per un altro tour verso la fine dell'anno. Nel febbraio del 1997 i FireHouse suonarono in Indonesia, Singapore, Thailandia e Giappone facendo ovunque sold-out. In maggio e giugno rientrarono negli Stati Uniti, prima di tornare in Asia a luglio per 25 concerti in 25 città registrando anche qui il tutto esaurito.
In quel periodo, la band accusò la propria etichetta di scarsa promozione nel territorio statunitense, chiedendo la rescissione del contratto. Firmarono dunque un nuovo accordo con la giapponese Pony Canyon, con cui pubblicarono il quinto album Category 5 nell'ottobre 1998. Il disco raggiunse rapidamente il quarto posto della classifica nipponica. La versione americana di Category 5 sarà pubblicata solo a partire dall'anno successivo.

Apertura competizione all'Ice Palace

Nel 1998 i FireHouse presero parte al "Rock Never Stops Tour" negli Stati Uniti, evento al quale parteciparono altre band come Slaughter, Warrant, Quiet Riot e L.A. Guns.
I FireHouse continuarono i tour durante l'inverno e la primavera del 1999, facendo altri tre concerti a Tokyo, Nagoya e Osaka. Il 22 aprile 1999 la band registrò il suo primo album dal vivo durante lo show di Osaka, pubblicato con il nome Bring 'em Out Live in Giappone nel dicembre 1999 e poi negli Stati Uniti nel luglio 2000.

### Eventi recenti
L'avvento del nuovo secolo portò all'allontanamento del bassista Perry Richardson, sostituito con Bruce Waibel, precedentemente noto per la sua militanza nella band di Gregg Allman. Il gruppo pubblicò il suo nuovo album O2 nel novembre 2000. Bruce apportò svariati cambiamenti al sound della band facilmente riscontrabili in questo disco. Poco dopo la band partì per un lungo tour di oltre due anni, concluso il quale Waibel deciderà di lasciare i FireHouse dicendo di voler trascorrere maggior tempo assieme alla propria famiglia. Nel 2003, Waibel si tolse inaspettatamente la vita all'età di 45 anni. Bill Leverty espresse il disagio provato dalla band in un comunicato poco dopo la notizia della morte. Inizialmente, Waibel venne sostituito dal brasiliano Dario Seixas, che suonò il basso nell'album Prime Time pubblicato nell'agosto 2003. Seixas lasciò il gruppo poco dopo, lasciando il posto a Allen McKenzie, che in quel periodo suonava il basso nel progetto solista del cantante Jani Lane.
Verso la fine del 2004, i FireHouse divennero la prima rock band di fama internazionale a suonare alcuni concerti nel Nord-est dell'India. La prima data si tenne a Shillong, seguita da altre due esibizioni a Dimapur e Aizawl. In occasione del concerto di Shillong, la band si esibì di fronte a una folla di oltre 40.000 persone segnando un record di presenze per questa città.
I FireHouse continuarono ad esibirsi anche durante il 2005 e nel 2006. Nel 2007 visitarono il midwest statunitense suonando in luoghi come il Dakota del Nord e prendendo parte ad alcuni festival tra cui il Rocklahoma. Nel 2008 si spostarono invece in Europa, toccando paesi quali Spagna, Grecia, Regno Unito e non per ultima in ottobre l'unica data Italiana tenutasi a Bologna.
Nel 2011 la band pubblica il suo ottavo album in studio, intitolato Full Circle, comprendente nuove registrazioni di alcuni dei pezzi più famosi del gruppo.
Nel 2015 viene annunciato un tour celebrativo per festeggiare i 25 anni di carriera del gruppo.

## Formazione

### Formazione attuale
- Bill Leverty – chitarre (1989-oggi)
- Michael Foster – batteria, percussioni (1989-oggi)
- Allen McKenzie – basso (2003-oggi)

### Ex componenti
- Perry Richardson – basso (1989-2000)
- Bruce Waibel – basso (2000-2003)
- Dario Seixas – basso (2003)
- C.J. Snare – voce, tastiere (1989-2024)

## Discografia

### Album in studio
- 1990 - FireHouse
- 1992 - Hold Your Fire
- 1995 - 3
- 1996 - Good Acoustics
- 1998 - Category 5
- 2000 - O2
- 2003 - Prime Time
- 2011 - Full Circle

### Live
- 1999 - Bring 'em Out Live

### Raccolte
- 1998 - Here for You!
- 1998 - The Best of FireHouse
- 2000 - Super Hits
- 2003 - The Ultimate Collection

### Singoli
- 1990 - Shake & Tumble
- 1991 - Don't Treat Me Bad
- 1991 - Love of a Lifetime
- 1991 - All She Wrote
- 1992 - Reach for the Sky
- 1992 - When I Look into Your Eyes
- 1992 - Sleeping with You
- 1995 - I Live My Life for You
- 1995 - Here for You
- 1995 - No One at All